# 河內孝博
河內 孝博（1966年5月14日—）是日本男性聲優、旁白和播報員。

## 出演作品

### 電視動畫
- 櫻桃小丸子（播報員）
- 戰鬥陀螺（サルバトール）
- 熱拳本色（裁判、播報員、警衛）
- 道子與哈金（收音機的聲音、廣播員、電視解說員）
- 銀魂（實況轉播員）
- 驚爆危機！Invisible Victory（主持）
- 排球少年！！（播報員）

### 遊戲作品
- 真·三國無雙系列－孫策、龐統（2代開始至今）
- 戰國無雙系列－今川義元（初代至4代）
- 無雙OROCHI系列－孫策、龐統、今川義元

### 外國影片
- 白雪公主
- 超人特攻隊
- 真·三國無雙（孙策（饰王鑫））

### 電視戲劇
- 庶務二課 FOREVER
- 時效警察－記者
- 演歌女王－神的聲音
- 週刊真木陽子第4集－旁白

### 電視節目
- 黃金傳說－播報員
- watch!－旁白
- FNN SUPER NEWS－旁白
- BS朝日特別節目－旁白
- BROAD CASTER－旁白

## 外部連結
- 事務所公開簡歷 （页面存档备份，存于）（日語）